# الرأس الغربي
الرأس الغَرْبِي أو رأس المِسْتِرَال (بالفرنسية: Pointe de Mistral)‏ هو رأس يقع غربي جزيرة جالطة التونسية.
| الرأس الغربي |